# Colin Murdock
Colin James Murdock (* 2. Juli 1975 in Ballymena, County Antrim) ist ein ehemaliger nordirischer Fußballspieler. Er ist im Vorstand der Professional Footballers’ Association.

## Vereinskarriere
Nach der Schule ging Murdock im Alter von 16 Jahren zu Manchester United und absolvierte die dortige Jugendakademie. Dabei konnte er 1993 mit seiner Mannschaft den zweiten Platz im FA Youth Cup erzielen. Parallel dazu studierte er Jura in seiner Heimat. Im darauffolgenden Jahr gelang Colin Murdock der Sprung in den Profikader, wo er jedoch nie zum Einsatz kam. 1997 wurde er für 100.000 Pfund Sterling zu Preston transferiert.
Der Wechsel förderte seine Karriere. Er kam auf über 200 Einsätze für seinen neuen Verein und konnte im Jahr 2000 den Aufstieg in die damals zweitklassige First Division sowie den Meistertitel feiern.
2003 folgte der Wechsel zum schottischen Erstligisten Hibernian Edinburgh 2004 erzielte er den entscheidenden Treffer im Halbfinale des Scottish League Cup gegen die Glasgow Rangers. Zur Winterpause 2005 kam Murdock zu Crewe Alexandria, wo er den drohenden Abstieg abwenden konnte. Mit Rotherham United und Shrewsbury Town folgten zwei weitere kürzere Aufenthalte. Als er dann im Frühjahr 2008 entlassen wurde, konnte er mit Accrington Stanley einen neuen Club finden. Nach einer Saison beendete er seine Karriere 38-jährig.

## Nationalspieler
In 34 Länderspielen konnte ein Tor für sein Land gegen Österreich zum 3:3 Endstand erzielen. 